# Balsam Lake (Wisconsin, város)
Balsam Lake város az Amerikai Egyesült Államok Wisconsin államában, Polk megyében. Lakosainak száma 1416 fő (2020. április 1.).

## Népesség
A település népességének változása:

| 2010 | 1 411 |
| 2020 | 1 416 |